# Francis Throckmorton
Francis Throckmorton auch teilweise als Throgmorton oder Throckmarton bezeichnet (* 1554 in Feckenham; † 10. Juli 1584 in Tyburn) wurde der Verschwörung gegen Königin Elisabeth I. von England beschuldigt und hingerichtet.

## Herkunft
Francis Throckmorton war der Sohn von Sir John Throckmorton von Feckenham in Warwickshire und dessen Frau Margery Puttenham, und Neffe von Sir Nicholas Throckmorton, einem Diplomaten von Königin Elisabeth I. Sir John wurde 1579, ein Jahr vor seinem Tod, vom Posten des obersten Gerichtsherrn von Chester enthoben. Die Gründe hierfür blieben unklar, er wurde für schuldig befunden, irreguläre Praktiken in der Justizverwaltung zugelassen zu haben. Er mag aber auch wegen seiner pro-katholischen Haltung bestraft worden sein.

## Throckmorton-Verschwörung
Francis wurde in Hart Hall bei Oxford erzogen und begann 1576, am Inner Temple in London zu studieren. In Oxford war er zuvor unter den Einfluss der Katholiken geraten, die insbesondere an Universitäten noch eine gewisse Macht darstellten. Zur Zeit, als die beiden Jesuiten Edmund Campion und Robert Parsons 1580 nach England kamen, um Propaganda gegen Königin Elisabeth zu betreiben, war Francis Throckmorton bereits Mitglied von Gesellschaften des „Inner Temple“, die sich vereinigt hatten, um sich gegenseitig zu unterstützen.
1580 bereiste er den europäischen Kontinent und traf seinen Bruder Thomas in Paris, der ebenso wie sein Schwager Sir William Catesby und Sir Tomas Tresham zu den führenden Rebellen gehörte. Auf der weiteren Reise besuchte er Italien und Spanien, um führende katholische Exilanten und Papisten zu treffen.
Nach seiner Rückkehr nach England 1583 fungierte er vorübergehend als Mittels- oder Verbindungsmann zwischen Unterstützern der katholischen Kirche auf dem Kontinent, der inhaftierten Mary, Queen of Scots, und dem spanischen Botschafter Bernardino de Mendoza. Er bewohnte in London ein Haus am Paul’s Anlegeplatz, das ihm als wichtiger Treffpunkt mit Verschwörern diente.
Throckmorton's Aktivitäten weckten bald den Verdacht von Sir Francis Walsingham, Elisabeth I. damals wichtigem Spionagechef. Throckmorton wurde nach einer Durchsuchung seines Hauses, die inkriminierende Hinweise erbrachten, im Oktober 1583 verhaftet. Unter Folter gestand er, in der Throckmorton-Verschwörung zur Überwindung von Königin Elisabeth I. verwickelt zu sein, um die katholische Kirche in England wieder zu etablieren. Eine Invasion, angeführt von Heinrich I., dem Grafen von Guise, sollte mit einem manipulierten Aufstand der Katholiken innerhalb Englands verbunden werden. Obwohl er später sein Geständnis widerrief, wurde er wegen Hochverrats am 21. Mai 1584 zum Tode verurteilt und am 10. Juli 1584 in Tyburn hingerichtet.